# 夢を味方に/恋焦がれて見た夢
「夢を味方に/恋焦がれて見た夢」（ゆめをみかたに/こいこがれてみたゆめ）は、日本の歌手・絢香の9枚目のシングル。2009年4月22日にワーナーミュージック・ジャパンから発売された。

## 解説
- 前作から11か月ぶりとなるシングルで両A面としては2作品ぶりである。また、結婚後、初めて発売したシングルでもある。
- 初回のみの限定生産仕様として、受験生応援ステッカーがついている。

## 収録曲
1. 夢を味方に
  - 作詞：絢香／作曲：絢香、蔦谷好位置／編曲：松浦晃久
  - 進研ゼミ高校講座CMソング
2. 恋焦がれて見た夢
  - 作詞・作曲：絢香／編曲：常田真太郎
  - テレビ東京系アニメ『クロスゲーム』エンディングテーマ
3. 君がいるから<2009-2-13 Fan Club Live ver.>
  - 作詞：絢香／作曲：西尾芳彦、絢香／編曲：本間律子
4. 夢を味方に<Instrumental>
5. 恋焦がれて見た夢<Instrumental>

## 収録アルバム
- Sing to the Sky #3（通常音源）
- ayaka's History 2006-2009 #1（Disc1）、#2（Disc1）、#3（Disc2・通常音源））